# Двір Пересика
Двір Пересика (біл. вёска Двор-Пярэсіка) — село в складі Крупського району Мінської області, Білорусь. Село підпорядковане Ігрушківській сільській раді, розташоване в східній частині області.